# Schizonycha crenaticollis
Schizonycha crenaticollis är en skalbaggsart som beskrevs av Moser 1914. Schizonycha crenaticollis ingår i släktet Schizonycha och familjen Melolonthidae. Inga underarter finns listade i Catalogue of Life.